# Lygodactylus wetzeli
Lygodactylus wetzeli är en ödleart som beskrevs av  Smith MARTIN och SWAIN 1977. Lygodactylus wetzeli ingår i släktet Lygodactylus och familjen geckoödlor. Inga underarter finns listade i Catalogue of Life.